# Córdoba, Spanien
Córdoba är en stad och kommun i regionen Andalusien i södra Spanien. Den ligger cirka 130 kilometer norr om turistområdet Costa del Sol. Folkmängden uppgår till cirka 300 000 invånare.
Córdoba är en industristad med livsmedels-, metall- och kemisk industri. Staden är också bekant för sitt konsthantverk med rötter i den moriska tiden – bland annat filigranarbeten i silver och speciell keramik.
Under det moriska styret byggdes en stor moské i staden som senare har omvandlats till en kristen kyrka. Nu går den under namnet Moskén-katedralen i Córdoba och är ett vanligt resmål.
Staden erövrades 716 av muslimerna och var från 929 till 1031 centrum för kalifatet Córdoba. Under denna tidsperiod utvecklades Córdoba till en av Europas största och rikaste städer. Stadens kulturutveckling fick stor betydelse även för det kristna Västeuropa, som till stor del genom Córdoba fick tillgång till arabisk vetenskap och klassiska grekiska verk. Córdoba erövrades 1236 av det kristna Kastilien.
Bland berömda personer som föddes i Córdoba kan nämnas El Cordobés, Seneca d.ä., Averroes och Maimonides.
Europaväg E5 med motorvägen A-4 mellan Madrid och Sevilla går förbi Córdoba. Det finns också en järnvägsstation i Córdoba.